# Episodi di Una donna per amico (prima stagione)
La prima stagione della serie televisiva Una donna per amico è stata trasmessa su Rai 1 dal 27 settembre 1998 al 9 novembre 1998.
| Nº | Titolo                 | Prima TV          |
| -- | ---------------------- | ----------------- |
| 1  | Sola                   | 27 settembre 1998 |
| 2  | Per un uomo è diverso  | 28 settembre 1998 |
| 3  | Prova d'amore          | 5 ottobre 1998    |
| 4  | Il regalo proibito     | 12 ottobre 1998   |
| 5  | Il futuro è adesso     | 19 ottobre 1998   |
| 6  | Un bambino impossibile | 26 ottobre 1998   |
| 7  | Nel nome del padre     | 2 novembre 1998   |
| 8  | Cara nonna cara mamma  | 9 novembre 1998   |

## Sola

### Trama
Una giovane, Sara, è incinta di sette mesi, ma non ha nessuna intenzione di occuparsi del suo bambino. La ragazza, infatti, ricoverata al Policlinico per una minaccia di parto prematuro, e reagisce con rabbia alle attenzioni del personale e di Angelo, suo soccorritore. Laura inizialmente non capisce le ragioni di quel comportamento, ma parlando con la ragazza scopre il suo tragico passato: ha subito uno stupro ed è rimasta incinta, ragione per cui Bruno, il suo fidanzato, l'ha abbandonata, considerandola colpevole di quanto ha subito. Vicina di stanza di Sara è Valentina, una simpatica gestante napoletana, ricoverata per una forma di ipertensione gestazionale: a seguito di una crisi eclamptica Valentina perde il suo bambino. Sara dà alla luce una bambina, Margherita, che decide di lasciare in ospedale, ma le parole di Angelo, la tragica perdita del figlio di Valentinae l'ennesima dimostrazione di insensibilità di Bruno la spingono a tenere con sé la piccola e a lasciare definitivamente l'ex fidanzato. 
- Altri interpreti: Nicole Grimaudo (Sara), Fabio Bussotti (Angelo), Anna Maria Giannone (Valentina).

## Per un uomo è diverso

### Trama
Patrizia e Gianni sono sposati da cinque anni, ma non riescono ad avere figli. Le pressioni della ricchissima famiglia di lei portano la donna a rivolgersi a Laura per poter risolvere il suo problema d'infertilità, ma dalle analisi risulta che non è Patrizia ad essere sterile. Gianni rifiuta di sottoporsi alle analisi e neanche i tentativi di Laura e Piero di convincerlo vanno a buon fine. Anzi, Gianni tenta anche di sedurre Laura come a dimostrarle la sua virilità. La coppia va in crisi e decide di separarsi, ma un evento drammatico farà riconciliare Patrizia e Gianni, che risolveranno il loro problema di fertilità. Intanto in ospedale arriva Ketty, la cameriera di una ricca coppia senza figli: la ragazza sembra essere stata coinvolta dalla coppia in un caso di maternità surrogata, ma in realtà il bambino è suo e del suo fidanzato Pino. Laura si occupa anche della giovane nuora del professor Conti, Vittoria, a cui viene diagnosticata una gravidanza extrauterina.
- Altri interpreti: Valentina Banci (Patrizia), Luca Ward (Gianni), Eleonora D'Urso (Ketty), Barbara Di Bartolo (Vittoria Rama), Giorgio Borghetti (Pino).

## Prova d'amore

### Trama
Lia è alla sua seconda gravidanza, accolta con gioia anche dal marito Carlo e dalla primogenita Packi. Laura, però, diagnostica alla donna un tumore al collo dell'utero: l'unica soluzione per poterla salvare sarebbe interrompere immediatamente la gravidanza e sottoporla ad un ciclo di chemioterapia, ma Lia rifiuta: vuole a tutti i costi che suo figlio nasca. Nessuno riesce a comprendere il sacrificio della donna, ma Laura riesce a farsi spiegare la ragione di quel gesto apparentemente irrazionale. In realtà Lia, che aveva perso la madre per un tumore, era già rimasta incinta, ma aveva deciso di abortire perché non pronta ad occuparsi di un altro figlio. La donna decide di sottoporsi al cesareo per far nascere il piccolo e all'operazione che permetterà di asportare il tumore. Il bambino di Lia e Carlo nasce sano, e a Lia viene asportato con successo il tumore.Intanto in ospedale arriva Loredana, una ventenne incinta di due gemelli: nessuno sa se i bambini siano figli del ragazzo bianco o del ragazzo nero che la accompagnano, ma Loredana stupisce tutti dando alla luce un bambino bianco e una bambina nera. 
- Altri interpreti: Mascia Musy (Lia), Fabrizio Pucci (Carlo), Linda Celani (Loredana).

## Il regalo proibito

### Trama
Camilla ha sedici anni ed è la migliore amica di Francesca, la figlia di Laura: la scoperta della gravidanza di Camilla spiazza tutti, e la madre della ragazza vuole far abortire immediatamente la figlia, ma Laura, vedendo l'affetto reciproco che lega Camilla e il suo fidanzato Adriano, cerca di far capire alla donna la questione, ma invano. È Francesca ad aiutare Camilla a portare avanti la gravidanza, mettendosi contro tutti e aiutando l'amica a fuggire dall'ospedale per evitarle l'intervento. Intanto, Piero cerca di convincere una paziente che nega di aver appena partorito a rivelare dove si trova la neonata.
- Altri interpreti: Myriam Catania (Camilla), Daniela Poggi (madre di Camilla), Francesco Venditti (Adriano), Emy Kay (Barbara Cannas), Carlo Sabatini (padre di Camilla), Barbara Castracane (signora Castelli).

## Il futuro è adesso

### Trama
Una psicologa ultraquarantenne, Anna Beltrami, è in attesa del suo terzo figlio, e ne è felicissima, ma dalle analisi di routine le viene diagnosticata la sua sieropositività. Da questo verdetto si scopre che Anna ha un amante, Luigi, che è il padre del bambino che aspetta. Luigi è un ex tossicodipendente, e inizialmente si pensa che sia lui ad aver contagiato Anna, ma in realtà è stato il marito della donna, Alessio. Intanto, in ospedale arriva Argita, una prostituta slava, che sta per essere rimpatriata, ma prima vorrebbe rivedere per l'ultima volta il suo bambino, Pavli. Alla fine dell'episodio, Laura viene operata per una possibile forma tumorale al seno.
- Altri interpreti: Maria Rosaria Omaggio (Anna Beltrami), Stefano De Sando (Alessio Beltrami), Ubaldo Lo Presti (Luigi Colli), Ramona Badescu (Argita).

## Un bambino impossibile

### Trama
Fiorella Garroni aspetta un bambino, ma rischia di perderlo. Le era già successo due volte: aveva abortito spontaneamente al quinto mese. Lei e suo marito Vito si presentano in ospedale, dove Fiorella viene ricoverata per l'ennesima minaccia d'aborto. Il matrimonio tra Vito e Fiorella viene continuamente messo a dura prova dalla madre di lui, Marisa, che dietro alla sua ostilità nasconde un segreto inconfessabile. Fiorella, al settimo mese, partorisce un bambino, Renato, ma subisce un'isterectomia. Intanto, il padre di Piero ha un infarto. Intanto Piero ottiene il trasferimento in un altro ospedale, ma l'improvviso malore del padre Achille lo costringe a tornare a Roma. 
- Altri interpreti: Francesca Antonelli (Fiorella Garroni), Raffaele Buranelli (Vito), Maria Grazia Grassini (Marisa).

## Nel nome del padre

### Trama
Nadia e Gino sono due giovani malviventi: la coppia rapina una gioielleria e Nadia, in procinto di partorire, viene arrestata. La ragazza viene ricoverata, e dall'ecografia Laura scopre che il feto ha una grave malformazione, la trasposizione dei grossi vasi, e che senza un intervento potrebbe non sopravvivere. Nadia, intanto, incontra la sua nuova compagna di stanza, Alice, che in realtà è una suora. Questo incontro fa capire a Nadia che l'amore per suo figlio deve prevalere sulla sua condotta precedente, facendola allontanare definitivamente da Gino. Alla fine dell'episodio, nonno Achille muore.
- Altri interpreti: Simona Cavallari (Nadia), Carlotta Natoli (Alice), Vincenzo Peluso (Gino).

## Cara nonna cara mamma

### Trama
Ottavia è una nonna molto giovane, a cui il nipote Giampaolo è affezionatissimo vista la mancanza della madre Giorgia, sempre via per lavoro. Ottavia, inaspettatamente, scopre di essere incinta di Antonio, suo amico, ma la notizia getta nello sconforto Giampaolo, che non riesce ad accettare la relazione della nonna con Antonio e quindi la gravidanza. A nulla valgono i tentativi di Laura di far ragionare il ragazzino, che accusa anche Antonio di averlo picchiato. Il tutto si mette a posto nel modo migliore con il ritorno della madre di Giampaolo e un tentativo di fuga di Ottavia e Antonio.  
- Altri interpreti: Fiorenza Marchegiani (Ottavia), Nino Castelnuovo (Antonio), Matteo Ripaldi (Giampaolo), Rosalinda Celentano (Giorgia)